# Mszał ze Stammheim

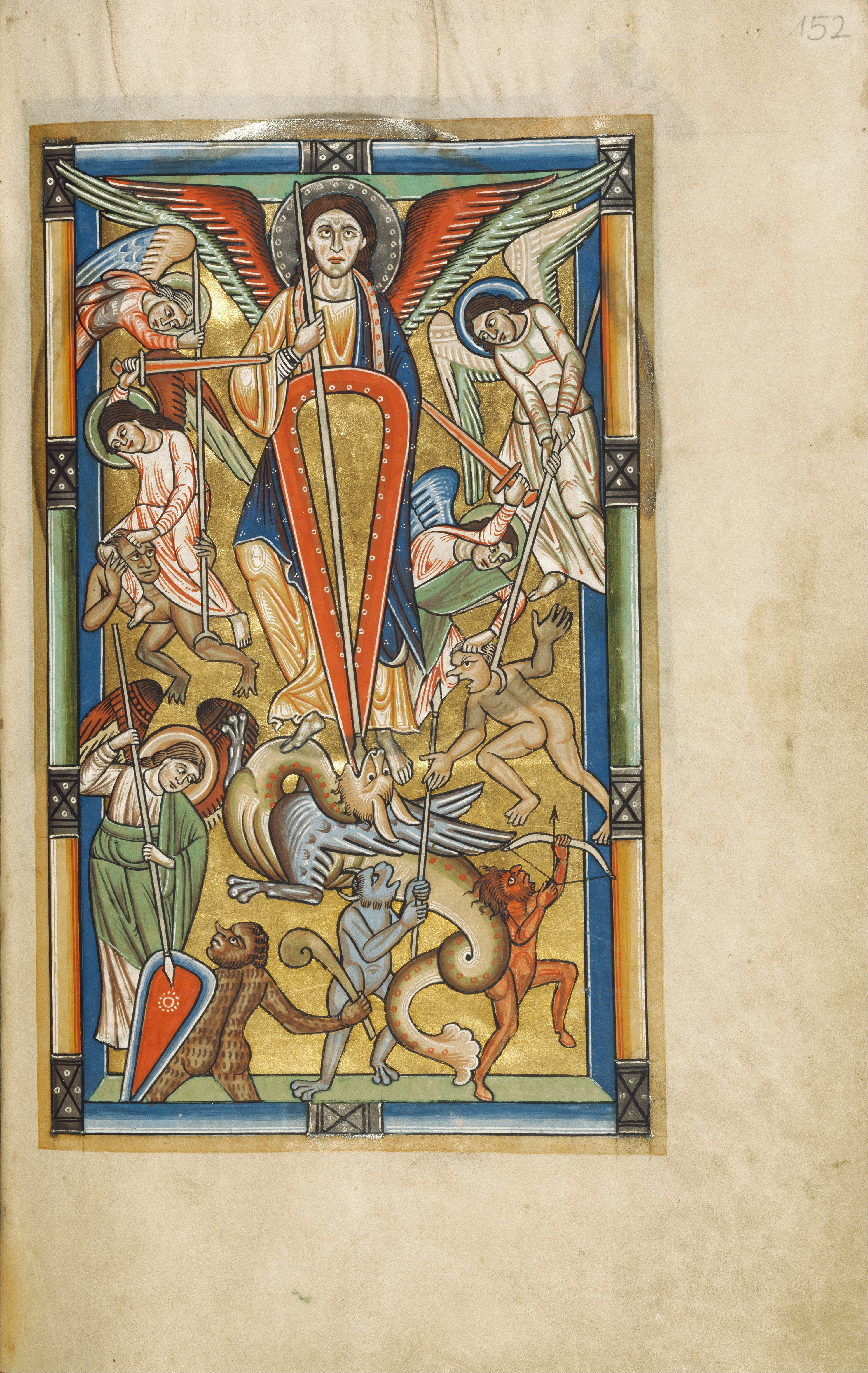
Miniatura z mszału – Archanioł Michał zabijający symbolizującego Szatana smoka

Mszał ze Stammheim – bogato iluminowany manuskrypt wykonany około 1170 roku, zawierający łaciński mszał. Licząca 184 pergaminowe karty księga ma wymiary 282×189 mm. Znajduje się w zbiorach J. Paul Getty Museum w Los Angeles (sygnatura MS. 64).
Księga została sporządzona w skryptorium opactwa benedyktynów w Hildesheim, z przeznaczeniem do użytku w klasztornym kościele św. Michała. Jej powstanie związane jest z rozwojem kultu św. Bernwarda, przedstawionego na jednej z miniatur. Mszał stanowił własność opactwa do jego sekularyzacji w 1803 roku, następnie trafił do prywatnych zbiorów rodziny von Fürstenberg i przechowywany był na zamku Stammheim w Kolonii. W 1997 roku został zakupiony przez J. Paul Getty Museum. Kwoty transakcji nie ujawniono.
Manuskrypt zachował się w bardzo dobrym stanie. Zdobi go cykl barwnych miniatur, będących najprawdopodobniej dziełem jednego iluminatora. Utrzymane w stylu romańskim ilustracje przedstawione są według spójnego programu teologicznego, ze wzajemnie powiązany scenami staro- i nowotestamentowymi, ukazującymi realizowanie się obietnicy zbawienia zawartej przez Boga w planie stworzenia.
Oryginalna oprawa księgi, wykonana z kości słoniowej, pochodziła z czasów karolińskich. Po sekularyzacji klasztoru zdjęta, trafiła w 1904 roku do Kaiser-Friedrich-Museum w Berlinie. Spłonęła w trakcie działań wojennych w 1945 roku.